# Montaut (Gers)
 Montaut  (también así en occitano) es una población y comuna francesa, ubicada en la región de Mediodía-Pirineos, departamento de Gers, en el distrito de Mirande y cantón de Miélan.

## Demografía
| 216 | 201 | 179 | 154 | 134 | 117 |
| Para los censos de 1962 a 1999 la población legal corresponde a la población sin duplicidades (Fuente: INSEE [Consultar]) |     |     |     |     |     |